# Tabuelan
Tabuelan ist eine philippinische Stadtgemeinde in der Provinz Cebu.
Sie hat 25.630 Einwohner (Zensus 1. August 2015).

## Baranggays
Tabuelan ist politisch in zwölf Baranggays unterteilt.
- Bongon
- Kanlim-ao
- Kanluhangon
- Kantubaon
- Dalid
- Mabunao
- Maravilla
- Olivo
- Poblacion
- Tabunok
- Tigbawan
- Villahermosa